# عطفة خوخة
عطفة خوخة هي رواية كتبها الأديب المصري محمد جلال، وصدرت للمرة الأولى عن الهيئة المصرية العامة للكتاب في عام 1980، واقتُبس عنها مسلسلًا تليفزيونيًّا بنفس الاسم أخرجه المُخرج المصري أحمد طنطاوي وقام ببطولته الممثل المصري حسين فهمي والممثلة المصريّة الراحلة معالي زايد وعُرض خلال شهر رمضان في عام 1983.

## عن الكتاب
تدور أحداث رواية عطفة خوخة في أجواء الحارة الشعبيّة المصريّة فتصف العلاقات الاجتماعية بين ساكنيها وتعكس بعض جوانب النفس البشرية التي تميل للتصديق في الخرافة والخضوع للمتسلط المُستبد ما دام استطاع أن يقهرها.

## روابط خارجية
- صفحة الرواية على موقع جود ريدز